# کومو کارتلی
کوِمو کارتْلی (به گرجی: ქვემო ქართლი) یکی از استان‌های گرجستان است که در منطقه کارتلی قرار دارد.

## موقعیت جغرافیایی
کومو کارتلی در جنوب و جنوب شرقی تفلیس واقع شده و قسمتی از شیب متکواری سرزمین بلند جاواختی را که آن را در جنوب وغرب به هم ومتصل می‌سازد، تشکیل می‌دهد.
رود متکواری این منطقه را به دو قسمت نابرابر، تقسیم می‌کند، استپ گاردابانی، که در طول شرق ساحل چپ آن با مرز گرجستان و آذربایجان کشیده شده و استپ مارنئولی، در ساحل راست متکواری از طرف غرب، شمال و جنوب با دامنه‌های سرزمین‌های بلند جاواختی و رشته کوه‌های تریالتی و سومختی محدود شده‌است.
در بالای دشت ساحل راست رودخانه، کوه ۸۰۰ متری، یاقلوجا، سر برافراشته است. در استیپ گردابانی محصولات گوناگون کشت می‌شود که بیشتر به علت وجود خاک مناسب و از همه مهم‌تر شبکه آبیاری مصنوعی است. به همین علت اولین کانال بزرگ که ۲۰۰۰ هکتار اراضی را آبیاری می‌کرد، ۱۳۰ سال پیش در این ناحیه ساخته شده‌است. در استپ مارنئولی حدود حدود ۴۰ هزار هکتار اراضی آبیاری می‌شود.

## مردم
در سال ۲۰۱۷، استان کومو کارتلی با جمعیتی بالغ بر ۴۲۳٬۹۸۶ نفر از ترکیب قومی زیر تشکیل شده‌است
- مردم گرجی - ۲۱۷٬۳۰۵ (۵۱٫۲۵٪)
- مردم آذری - ۱۷۷٬۰۳۲ (۴۱٫۷۵٪)
- مردم ارمنی - ۲۱٬۵۰۰ (۵٫۰۷٪)
- یونانی‌ها - ۲٬۶۳۱ (۰٫۶۲٪)
- مردم روس - ۲٬۱۱۳ (۰٫۴۹٪)

## کشاورزی و اقتصاد
نیازهای بازارهای تفلیس و روستاوی به سبزیجات، میوه‌ها و سایر محصولات کشاورزی همه از کشتزارهای مارنئولی و گاردابانی تأمین می‌شود. این کشتزارها نیاز بازار پایتخت را به سیب زمینی و انگور در پاییز تأمین می‌کند.
غرب این ناحیه بلندترین قسمت کومو کارتلی است. رود خرامی مهم‌ترین شریان آبی کوم کارتلی، از دامنه‌های جنوبی رشته کوه تریالتی از این ناحیه سر چشمه می‌گیرد. خرامی نقش مهمی را در منابع تولید برق جمهوری را بر عهده دارد.
کومو کارتلی که ۱۰ درصد قلمرو گرجستان را شامل می‌شود، نقش مهم حیاتی، سیاسی، اقتصادی و فرهنگی گرجستان را در دوره باستان داشته‌است.
دشت کومو کارتلی دارای تراکم زیادی است که تراکم آن تقریباً شبیه ناحیه کوه پایه‌ای فلات تسالکادمانیسی است. پراکنده‌ترین ناحیه جمعیتی منطقه در دامنه‌هایی جنگلی است، که در حاشیه این منطقه در غرب قرار دارد، در حالی که دامنه‌های رشته کوه‌های جاواختی، تریالتی و سامساری تقریباً غیر مسکونی است.
کومو کارتلی یکی از مراکز مهم تولید غلات گرجستان است. از ۱۰۳ هزار هکتار اراضی کشاورزی، ۷۰ هزار هکتاربه زیر کشت غله می‌رود.

## مشاهیر
کومو کارتلی زادگاه سولخان–سابا اوربلیانی سیاستمدار، شاعر و نویسنده نامی گرجی در نیمه اول قرن هیجدهم است. در اینجا، میخائیل جاواخیشویلی نویسنده قرن بیستم گرجستان زاده شده و دوران کودکی خود را گذرانده‌است.